# 下川村 (愛知県八名郡)
下川村（しもかわむら）は、愛知県八名郡にかつて存在した村。村名は「下条村」と「牛川村」から一文字ずつ取った合成地名である。
現在の豊橋市北部、豊川沿いの地域に該当するが、豊川北岸の地域は豊橋市編入後に豊川町（現・豊川市）に編入されている。
大日本帝国陸軍歩兵第18連隊、歩兵17旅団、第15師団の射撃場が設置されていた。

## 歴史
- 江戸時代末期、この地域は吉田藩領、寺社領であった。
- 1889年（明治22年）10月1日 - 東下条村、西下条村、犬之子村が合併し、下条村となる。
- 1906年（明治39年）7月1日 - 下条村と牛川村が合併し、下川村となる。
- 1932年（昭和7年）9月1日 - 豊橋市に編入される。
- 1933年（昭和8年）6月 - 旧・下川村のうち、豊川北岸の地域（犬之子）[2]が豊川町に編入される。

## 教育
- 愛知県立豊橋第二中学校（旧制中学校。1948年に愛知県立青陵高等学校に改称。同年豊橋市立高等学校と統合し、現･愛知県立豊橋東高等学校）
- 下条尋常高等小学校　（現・豊橋市立下条小学校）
- 牛川尋常小学校　（現・豊橋市立牛川小学校）

## 神社・仏閣
- 桃林寺

## 出身著名人
- 荻野久作 - 医師